# Ty Page
Ty Scott Page (født 30. maj 1958, død 1. juni 2017) var en professionel surfer og skateboarder, og var en af de mest innovative i verden.[kilde mangler] Page er især kendt for at have opfundet tricket shove-it.[kilde mangler]